# ГЕС Сарранс
ГЕС Сарранс (фр. Sarrans) — гідроелектростанція у центральній Франції. Входить до каскаду на річці Трюйєр (права притока Лоту, який, своєю чергою, є правою притокою Гаронни), що дренує південну сторону основної частини Центрального масиву. Знаходиться між ГЕС Lanau (вище за течією) та Броммат.
Для накопичення ресурсу на Трюйєр у 1929—1934 роках звели бетонну гравітаційну греблю висотою 113 метрів, довжиною 225 метрів та товщиною від 4 до 75 метрів. Вона утримує витягнуте по долині річки на 35 км водосховище із площею поверхні 10 км² та об'ємом 296 млн м³.
Машинний зал первісно було обладнано трьома турбінами типу Френсіс потужністю по 46 МВт, до яких у 1981 році додали ще одну потужністю 67 МВт. При напорі у 85 метрів це забезпечує річний виробіток на рівні 280 млн кВт·год.
Видача продукції відбувається по ЛЕП, що працює під напругою 225 кВ.